# Leptokoenenia
Genre
Leptokoenenia est un genre de palpigrades de la famille des Eukoeneniidae.

## Distribution
Les espèces de ce genre se rencontrent au Brésil, au Congo-Brazzaville, en Italie, en Arabie saoudite et à Madagascar.

## Liste des espèces
Selon Palpigrades of the World (version 1.0) :
- Leptokoenenia gerlachi Condé, 1965
- Leptokoenenia scurra Monniot, 1966

et décrites depuis
- Leptokoenenia pelada Souza & Ferreira, 2013
- Leptokoenenia thalassophobica Souza & Ferreira, 2013

et
- Leptokoenenia gallii (Christian, 2009) - Eukoenenia gallii a été placée dans le genre Leptokoenenia par Souza et Ferreira en 2013[2].

## Genres de la famille des Eukoeneniidae
Selon Palpigrades of the World (version 1.0) :
- Allokoenenia Silvestri, 1913
- Eukoenenia Börner, 1901
- Koeneniodes Silvestri, 1913
- Leptokoenenia Condé, 1965

Selon The World Spider Catalog (version 18.5, 2018) :
- †Electrokoenenia Engel & Huang, 2016

## Publication originale
- Condé, 1965 : Présence de Palpigrades dans le milieu interstitiel littoral. Comptes rendus hebdomadaires des séances de l'Académie des Sciences, vol. 261, p. 1898-1900.